# العلاقات الأوكرانية البوسنية
العلاقات الأوكرانية البوسنية هي العلاقات الثنائية التي تجمع بين أوكرانيا والبوسنة والهرسك.

## مقارنة بين البلدين
هذه مقارنة عامة ومرجعية للدولتين:
| وجه المقارنة                                              | أوكرانيا                                   | البوسنة والهرسك                                             |
| --------------------------------------------------------- | ------------------------------------------ | ----------------------------------------------------------- |
| المساحة (كم2)                                             | 603.63 ألف                                 | 51.20 ألف                                                   |
| عدد السكان (نسمة)                                         | 45.55 مليون                                | 3.51 مليون                                                  |
| الكثافة السكانية (ن./كم²)                                 | 75.46                                      | 68.55                                                       |
| العاصمة                                                   | كييف                                       | سراييفو                                                     |
| اللغة الرسمية                                             | اللغة الأوكرانية                           | اللغة البوسنوية، اللغة الكرواتية، اللغة الصربية             |
| العملة                                                    | هريفنا أوكرانية، كاربوفانيتس، روبل سوفييتي | مارك بوسني                                                  |
| الناتج المحلي الإجمالي (بليون دولار)                      | 112.15 مليار                               | 18.17 مليار                                                 |
| الناتج المحلي الإجمالي (تعادل القوة الشرائية) بليون دولار | 352.98 مليار                               | 41.35 مليار                                                 |
| الناتج المحلي الإجمالي الاسمي للفرد دولار أمريكي          | 2.11 ألف                                   | 4.25 ألف                                                    |
| الناتج المحلي الإجمالي للفرد دولار أمريكي                 | 8.66 ألف                                   | 10.43 ألف                                                   |
| مؤشر التنمية البشرية                                      | 0.747                                      | 0.733                                                       |
| رمز المكالمات الدولي                                      | +380                                       | +387                                                        |
| رمز الإنترنت                                              | .ua، .укр ‏                                 | .ba                                                         |
| المنطقة الزمنية                                           | ت ع م+02:00، ت ع م+03:00، توقيت شرق أوروبا | توقيت وسط أوروبا، ت ع م+01:00، ت ع م+02:00، أوروبا/سراييفو ‏ |

## مدن متوأمة
في ما يلي قائمة باتفاقيات التوأمة بين مدن أوكرانية وبوسنية:
- ترتبط لفيف مع بانيا لوكا باتفاقية توأمة منذ 16 أكتوبر 2002.[16][16][17][17]

## منظمات دولية مشتركة
يشترك البلدان في عضوية مجموعة من المنظمات الدولية، منها:
| علم المنظمة | اسم المنظمة                               | تاريخ انضمام أوكرانيا | تاريخ انضمام البوسنة والهرسك |
| ----------- | ----------------------------------------- | --------------------- | ---------------------------- |
|             | مؤسسة التنمية الدولية                     | 27 مايو 2004          | 25 فبراير 1993               |
|             | يونسكو                                    | 12 مايو 1954          | 2 يونيو 1993                 |
|             | وكالة ضمان الاستثمار متعدد الأطراف        | 19 يوليو 1994         | 19 مارس 1993                 |
|             | مجلس أوروبا                               | 9 نوفمبر 1995         | 24 أبريل 2002                |
|             | الأمم المتحدة                             | 24 أكتوبر 1945        | 22 مايو 1992                 |
|             | الاتحاد البريدي العالمي                   | ?                     | ?                            |
|             | البنك الدولي للإنشاء والتعمير             | 3 سبتمبر 1992         | 25 فبراير 1993               |
|             | اتفاقية السماوات المفتوحة                 | ?                     | ?                            |
|             | الاتحاد الدولي للاتصالات                  | 7 مايو 1947           | 20 أكتوبر 1992               |
|             | منظمة حظر الأسلحة الكيميائية              | ?                     | ?                            |
|             | مؤسسة التمويل الدولية                     | 18 أكتوبر 1993        | 25 فبراير 1993               |
|             | المنظمة الأوروبية لسلامة الملاحة الجوية   | 2004                  | 2004                         |
|             | المركز الدولي لتسوية المنازعات الاستشارية | 7 يوليو 2000          | 13 يونيو 1997                |
|             | منظمة الشرطة الجنائية الدولية             | ?                     | ?                            |
|             | منظمة الأمن والتعاون في أوروبا            | 30 يناير 1992         | 30 أبريل 1992                |

## وصلات خارجية
- موقع وزارة الخارجية الأوكرانية
- موقع وزارة الخارجية البوسنية